# Sessions for Robert J
Sessions for Robert J è il sedicesimo album in studio di Eric Clapton, pubblicato nel 2004.
Si tratta di una pubblicazione dei brani che non sono stati inclusi nel precedente album Me and Mr. Johnson.

## Tracce
CD
1. Sweet Home Chicago 5:17
2. Milkcow's Calf Blues 3:49
3. Terraplane Blues 3:36
4. If I Had Possession Over Judgement Day 3:23
5. Stop Breakin' Down Blues 2:56
6. Little Queen of Spades 5:27
7. Traveling Riverside Blues 4:26
8. Me and the Devil Blues 2:50
9. From Four Until Late 3:01
10. Kind Hearted Woman Blues 5:39
11. Ramblin’ on My Mind 2:42

LP
1. Sweet Home Chicago 5:15
2. Terraplane Blues 3:35
3. Traveling Riverside Blues 4:24
4. Ramblin’ on My Mind 2:42